# Ugia radigera
Ugia radigera là một loài bướm đêm trong họ Erebidae.